# ヴィクター・チャイルド・ヴィリアーズ (第7代ジャージー伯爵)

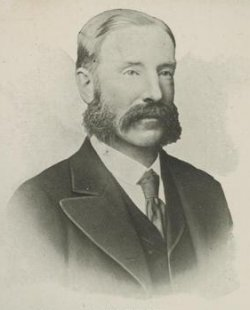
第7代ジャージー伯爵

第7代ジャージー伯爵ヴィクター・アルバート・ジョージ・チャイルド＝ヴィリアーズ（Victor Albert George Child Villiers, 7th Earl of Jersey GCB GCMG PC JP DL、1845年3月20日 – 1915年5月30日）は、イギリスの銀行家、貴族、保守党の政治家。主計長官、ニューサウスウェールズ州総督を務めた。

## 生涯
第6代ジャージー伯爵ジョージ・チャイルド＝ヴィリアーズと妻ジュリア（1821年4月30日 – 1893年8月14日、ロバート・ピールの娘）の息子として、1845年3月20日にロンドンで生まれ、5月17日にセント・ジョージ・ハノーヴァー・スクエアで洗礼を受けた。洗礼式ではヴィクトリア女王が名づけ親を務めた。1858年から1863年までイートン・カレッジで教育を受けた後、1864年4月9日にオックスフォード大学ベリオール・カレッジに入学した。1859年10月3日に祖父が、同年10月24日に父が死去すると、ジャージー伯爵位を継承した。同時に家業であるプライベートバンクのチャイルド&カンパニー（Child & Co、現在はロイヤル・バンク・オブ・スコットランドのグループ企業）の所有者となった。
ジョッキークラブ会長を務め、当時定められたサラブレッドの最も厳しい定義（ジャージー規則）に名を残した。
1887年、オックスフォードシャー統監に任命された。
政治では保守党に属し、第2次ディズレーリ内閣期の1875年から1877年まで侍従たる議員を務め、第2次ソールズベリー侯爵内閣期の1889年から1890年まで主計長官を務めた。1890年6月30日に枢密顧問官に任命され、同年8月18日にニューサウスウェールズ州総督に任命され1893年まで務めた。総督任命に伴い、8月14日に聖マイケル・聖ジョージ勲章ナイト・グランド・クロスを授与された。1894年植民地会議にイギリス代表として出席した。その後、1900年女王誕生日記念叙勲の一環として、1900年5月23日にバス勲章ナイト・グランド・クロスを授与された。
フリーメイソン会員であった。
1915年5月31日にオスターリー・パークで死去、6月4日にミドルトン・ストーニーの諸聖人教会に埋葬された。息子ジョージ・ヘンリー・ロバートが爵位を継承した。

## 家族

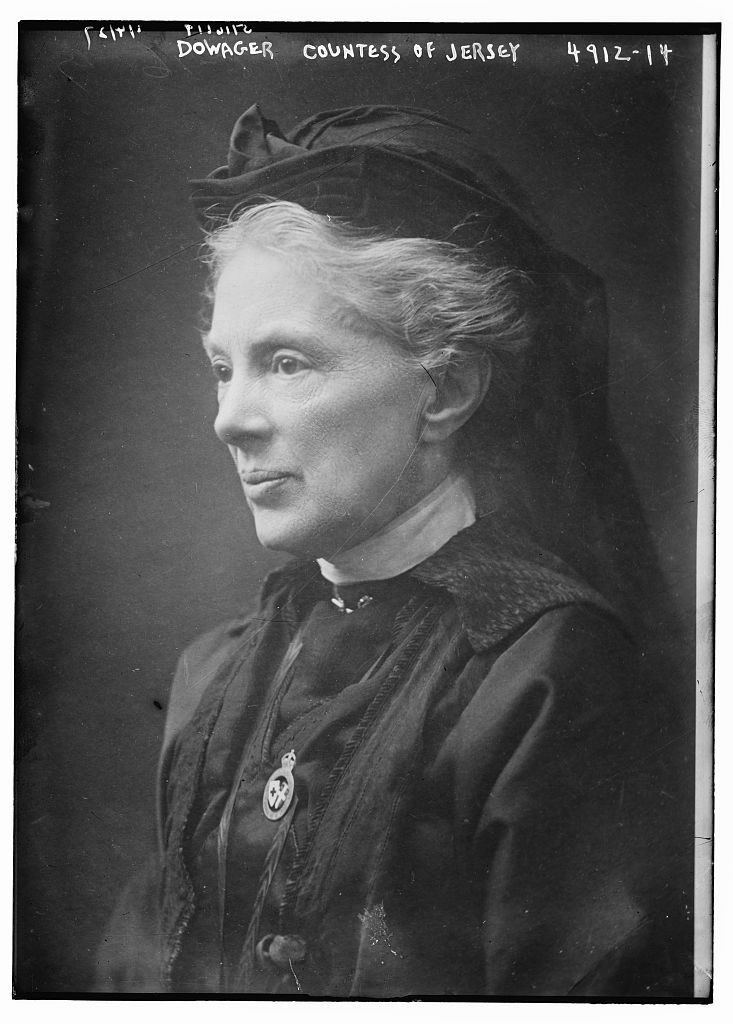
妻のマーガレット（1849-1945）

1872年9月19日にメリルボーンでマーガレット・エリザベス・リー（1849年10月29日 – 1945年5月22日、第2代リー男爵ウィリアム・リーの娘）と結婚、2男4女をもうけた。
- ジョージ・ヘンリー・ロバート（英語版）（1873年6月2日 – 1945年4月14日） - 第8代ジャージー伯爵[7]
- マーガレット（1874年4月24日 – 1874年4月24日[8]）
- マーガレット（1875年10月8日 – 1959年4月1日） - 1898年10月12日、第7代ディネヴァー男爵ウォルター・ライス（英語版）（1956年6月8日没）と結婚、子供あり[8]
- メアリー・ジュリア（1877年5月26日 – 1933年11月21日） - 1899年11月8日、第5代ロングフォード伯爵トマス・パケナム（英語版）（1915年8月21日没）と結婚、子供あり[9][10]
- ベアトリス（1880年10月12日 – 1970年5月30日） - 1904年9月15日、第18代ダンセイニ男爵エドワード・プランケットと結婚、子供あり[8]
- アーサー・ジョージ（1883年11月24日 – 1969年5月7日） - 陸軍軍人、生涯未婚[8]

ジャージー伯爵夫婦は世界中を旅し、1893年には中国と日本にも滞在し、日本ではヴィクターは明治天皇、マーガレットは昭憲皇太后との謁見が許された。妻のマーガレットは1922年に『Fifty-one Years of Victorian Life』と題した自伝を出版し、日本滞在についても書き残している。
親戚（妻のいとこ）のライオネル・バーナーズ・チャムリーは、トマス・チャムリー (初代ディラミア男爵)の孫で、英国国教会の宣教師として1887年に来日し、1921年まで日本聖公会の牧師を務めた。早稲田大学の講師や在日英国大使館の名誉牧師も務め、1915年には小笠原諸島の歴史について英語で初めて書かれた文献と言われる『The History of the Bonin Islands from the Year 1827 to the Year 1876』を出版した。

## 関連図書
- Davis, H. W. C.; Weaver, J. R. H., eds. (1927). "Villiers, Victor Albert George Child-" . Dictionary of National Biography (3rd supplement) (英語). London: Smith, Elder & Co. pp. 544–545.
- Brodie, Marc (22 September 2005) [23 September 2004]. "Villiers, Victor Albert George Child-, seventh earl of Jersey". Oxford Dictionary of National Biography (英語) (online ed.). Oxford University Press. doi:10.1093/ref:odnb/36659。 (要購読、またはイギリス公立図書館への会員加入。)